# Карагандиколь
Карагандико́ль (каз. Қарағандыкөл) — село у складі Кокпектинського району Абайської області Казахстану. Входить до складу Кокжайицького сільського округу.
Населення — 67 осіб (2021; 406 у 2009, 850 у 1999, 1610 у 1989).
Національний склад станом на 1989 рік:
- казахи — 100 %